# Hồ Đankia – Suối Vàng

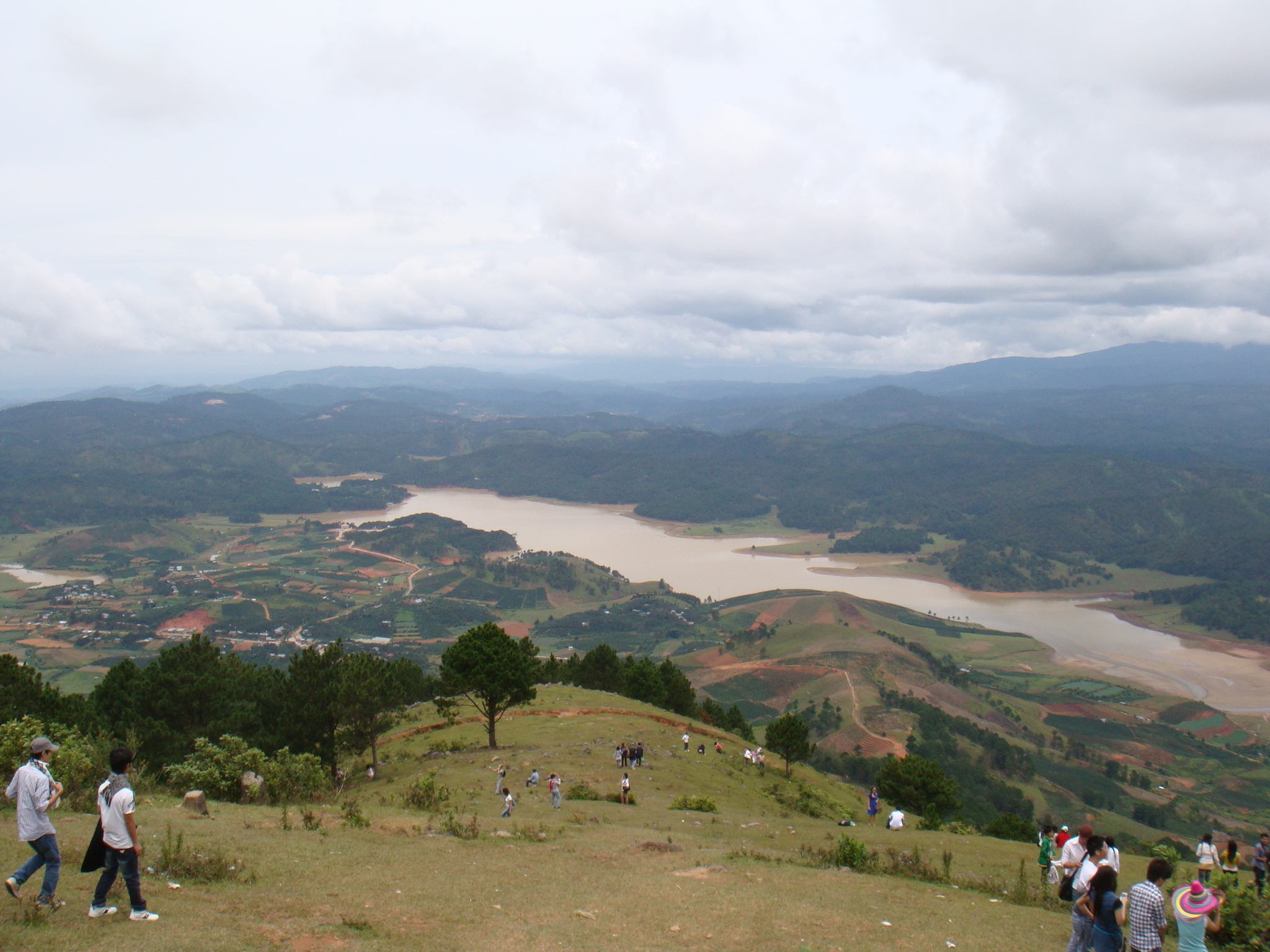
Hồ Suối Vàng nhìn từ núi Lang Biang

Hồ Đankia – Suối Vàng là cụm hồ ở vùng đất thôn Đan Kia, thị trấn Lạc Dương, huyện Lạc Dương, tỉnh Lâm Đồng. Nó nằm cách thành phố Đà Lạt 20 km về phía Bắc .

## Mô tả
Hồ Đankia – Suối Vàng gồm có hai hồ là hồ Đankia ở phía trên và hồ Suối Vàng ở dưới. Hai hồ con này được tạo bởi hai đập cùng tên Ankroet chắn sông Đa Dâng, con sông bắt nguồn từ núi Langbiang. Cạnh hồ là một thác nước cũng mang tên thác Ankroet cao 15 thước. thác này đã được Toàn quyền Pháp Decoux chọn làm nơi xây dựng nhà máy thủy điện đầu tiên của Đà Lạt vào năm 1942 mang tên Nhà máy thủy điện Ankroet 11°59′55″B 108°21′36″Đ / 11,998591°B 108,359896°Đ với công suất 3 MW.